# شبگرد سیه‌فام
شبگرد سیه‌فام (نام علمی: Caprimulgus nigrescens) نام یک گونه از تیره شبگردان است.